# 20-я отдельная гвардейская мотострелковая бригада
20-я отдельная гвардейская мотострелковая Прикарпатско-Берлинская Краснознамённая, ордена Суворова бригада (20 омсбр, в/ч 22220) — тактическое соединение Сухопутных войск Российской Федерации в Южном военном округе, существовавшее в период 2009—2021 гг. Бригада создана в 2009 году путём переформирования 20-й гвардейской мотострелковой дивизии с сохранением наград и почётных наименований.
Пункт постоянной дислокации — г. Волгоград (в пос. Максима Горького, на территории бывшего Качинского училища и в пос. Красные Казармы). Бригада находилась на попечении Волгоградской епархии.

## История

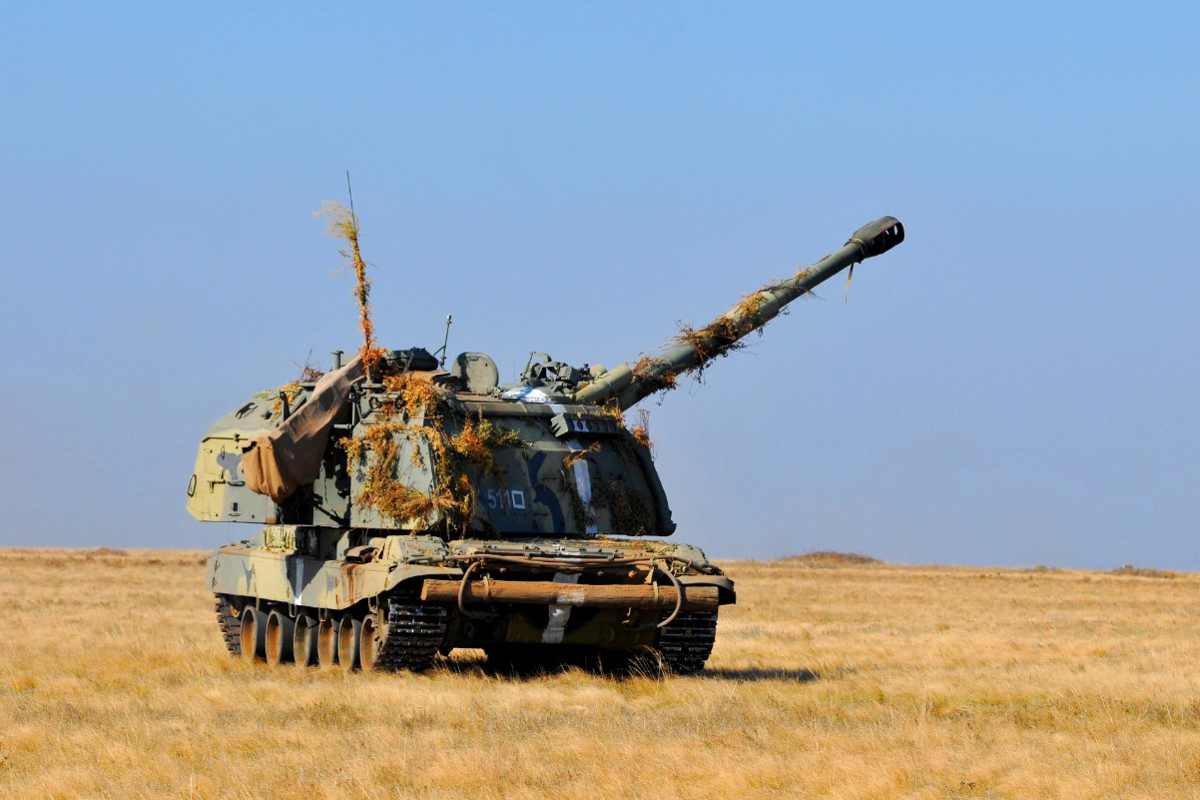
САУ 2С19М1 «Мста-С» 20-й гв. омсбр в ходе учения по отработке контрбатарейной стрельбы на полигоне Прудбой в Волгоградской области.

20-я отдельная гвардейская мотострелковая Прикарпатско-Берлинская Краснознамённая, ордена Суворова бригада была сформирована в сентябре 1942 года как 3-й механизированный корпус в г. Калинин.

### Участие в Великой Отечественной войне
В октябре 1942 года после выхода на Калининский фронт, корпус был включён в состав 22-й армии и вёл бои северо-западнее Ржева.
Летом 1943 года участвовал в Курской битве. 6 июля 1943 года корпус в полном составе вступил в сражение с соединениями 4-й танковой армии вермахта, перешедшими в наступление на Обояньском направлении. Упорной обороной и искусными контратаками его соединения и части во взаимодействии с другими соединениями Воронежского фронта остановили наступление превосходящих сил противника и вынудили его перейти к обороне.
В августе — первой половине сентября 1943 года корпус участвовал в Белгородско-Харьковской стратегической наступательной операции. Приказом НКО СССР от 23 октября 1943 года за героизм и отвагу, стойкость и мужество личного состава 3-го механизированного корпуса в боях и образцовое выполнение боевых заданий, корпусу присвоено почётное звание «гвардейский», он преобразован в 8-й гвардейский механизированный корпус. С конца ноября 1943 года корпус входил в состав войск 1-го Украинского фронта.
С 24 декабря 1943 года принимал участие в Житомирско-Бердичевской наступательной операции. Указом Президиума Верховного Совета СССР от 19 февраля 1945 года за образцовое выполнение заданий командования в ходе разгрома немецких войск на территории Польши корпус был награждён орденом Красного Знамени.
Указом Президиума Верховного Совета СССР от 26 апреля 1945 года за отличие в боях при освобождении 12 марта города Нойштадт (Вейхерово) корпус был награждён орденом Суворова 2-й степени.
Приказом Верховного Главнокомандующего от 6 апреля 1944 года за отличие в боях в разгроме немецких войск в предгорьях Карпат корпус был удостоен почётного наименования «Прикарпатский».
В июле — августе 1944 года корпус участвовал в Львовско-Сандомирской наступательной операции.
Приказом Верховного Главнокомандующего от 11 июня 1945 года за отличие в боях при овладении городом Берлин корпусу было присвоено почётное наименование «Берлинский».

### Формирование и развитие в послевоенные годы
В послевоенный период корпус находился в Германии в составе ГСВГ. В соответствии с директивой НКО СССР в июне 1945 года корпус переименован в 8-ю гвардейскую механизированную дивизию с сохранением наград и наименований предшественника, а в 1957 году в соответствии с директивой ГК ГСВГ после переформирования и перехода на новую организацию и штаты корпус был переименован в 20-ю гвардейскую мотострелковую Прикарпатско-Берлинскую Краснознамённую ордена Суворова дивизию.
После вывода войск из Германии в апреле 1993 года в соответствии с директивой ГШ ВС РФ дивизия передислоцирована в г. Волгоград.
С 1994 года дивизия принимала участие в Первой чеченской войне, где принимала участие в штурме Грозного. С 1999 года соединение участвует в контртеррористической операции на территории Дагестана и наведении конституционного порядка в Чеченской республике в ходе Второй чеченской войны.
В 2009 году, в рамках масштабной Реформы Вооружённых сил РФ, одним из пунктов которой являлось создание 85 бригад постоянной готовности, в соответствии с директивой министра, после переформирования и перехода на новую организацию и штаты, 20-я гвардейская мотострелковая дивизия была переименована в 20-ю отдельную гвардейскую мотострелковую Прикарпатско-Берлинскую Краснознамённую, ордена Суворова бригаду.
В 2016 году 20-я отдельная гвардейская мотострелковая бригада вошла в состав 8-й общевойсковой армии Южного военного округа.
В 2021 году бригада переформирована в 20-ю гвардейскую мотострелковую дивизию.

## Оркестр
Военный оркестр соединения — постоянный участник международных фестивалей военной музыки в России, лауреат российских и международных фестивалей духовой музыки. В репертуаре оркестра — произведения классической музыки, произведения русских и зарубежных композиторов современности, эстрадная и народная музыка, аккомпанементы для солистов-вокалистов. В коллективе оркестра создан биг-бэнд, исполняющий джазовые композиции.
В одном только 2017 году оркестр принял участие в проведении более 600 различных мероприятий, среди которых почётные эскорты, возложения венков и встречи почётных гостей города.

## Рота почётного караула
Почётный караул из роты Почётного караула бригады ежедневно несёт службу у главного памятника Героям Сталинградской битвы — Мамаевом кургане, а также участвует в сопровождении первых лиц государства в Волгограде, встречах и проводах глав иностранных государств и военных делегаций во время их официальных визитов, в возложении венков к монументам и мемориалам.
Ежегодно в адрес командира мотострелкового соединения приходило около 300 заявок на участие военнослужащих элитного подразделения в различных мероприятиях не только в Волгоградской области, но и в других регионах ЮВО..

## Состав
- управление[11]
- 1-й мотострелковый батальон;
- 2-й мотострелковый батальон;
- 3-й мотострелковый батальон;
- стрелковая рота (снайперов);
- танковый батальон;
- группа артиллерии

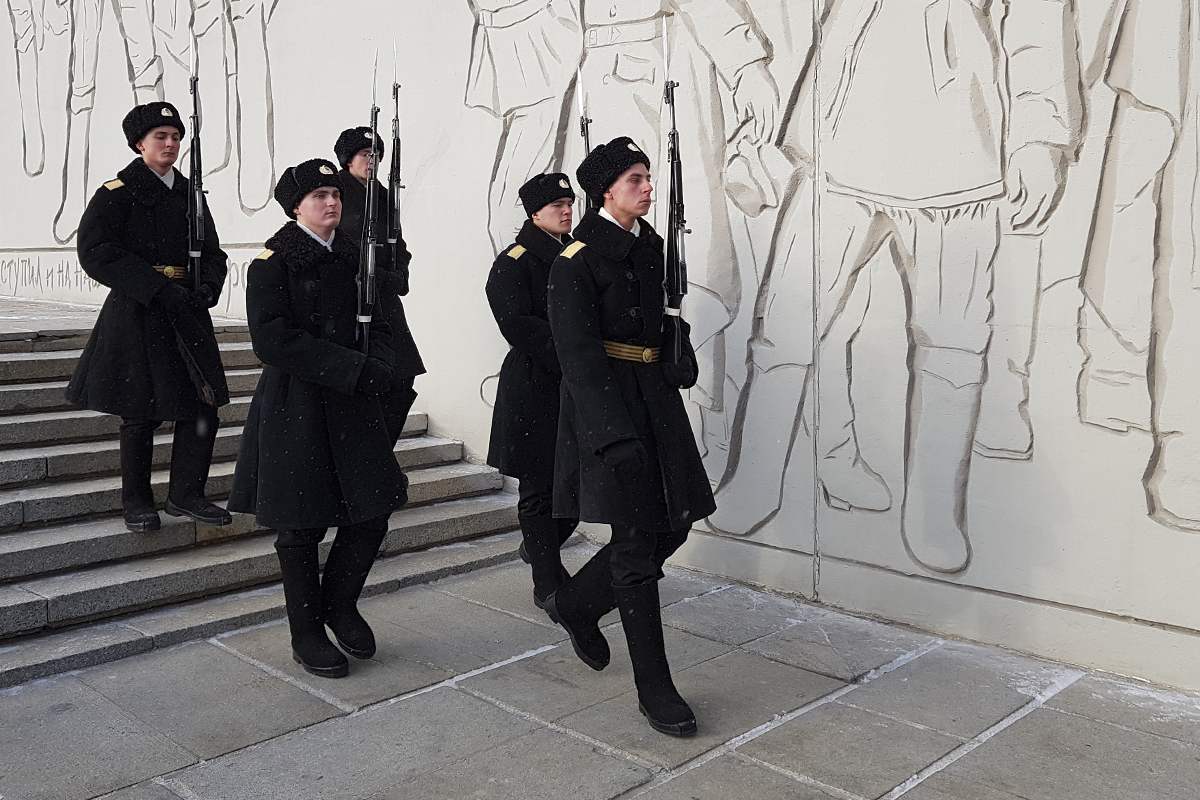
Рота почётного караула

  - 1-й гаубичный самоходно-артиллерийский дивизион;
  - 2-й гаубичный самоходно-артиллерийский дивизион;
  - реактивный артиллерийский дивизион;
  - противотанковый артиллерийский дивизион;
  - батарея управления и артиллерийской разведки (начальника артиллерии);
- группа ПВО
  - зенитный ракетный дивизион;
  - зенитный ракетно-артиллерийский дивизион;
  - взвод управления и радиолокационной разведки (начальника противовоздушной обороны);
- разведывательный батальон;
- инженерно-сапёрный батальон;
- батальон управления (связи);
- ремонтно-восстановительный батальон;
- батальон материального обеспечения;
- рота БПЛА;
- рота РХБЗ;
- рота РЭБ;
- комендантская рота;
- медицинская рота;
- взвод управления (начальника разведывательного отделения);
- взвод инструкторов;
- взвод тренажеров;
- полигон;
- оркестр.

На вооружении бригады находились Т-90А, БМП-3, 2С19, 2С34, Торнадо-Г, Тор, Стрела-10, Тунгуска, Р-149БМР, Р-166-0,5, Р-145БМ, Р-145БМ1, Р-419МП, 1В198.

## Командиры
- июль 2009—2012 — гвардии генерал-майор Фомичёв, Борис Июльевич.
- 2012—2016 — гвардии генерал-майор Леготин, Сергей Николаевич.
- 2016 — сентябрь 2017 — гвардии полковник Попов, Иван Иванович.
- 17 сентября 2017 — август 2019 — гвардии полковник Мартынюк, Николай Николаевич[5].
- 20 августа — 2021 — гвардии полковник Клименко Вадим Владимирович

## Галерея

20-я отдельная гвардейская мотострелковая бригада форсирует реку Дон в рамках учений 23 апреля 2019 года
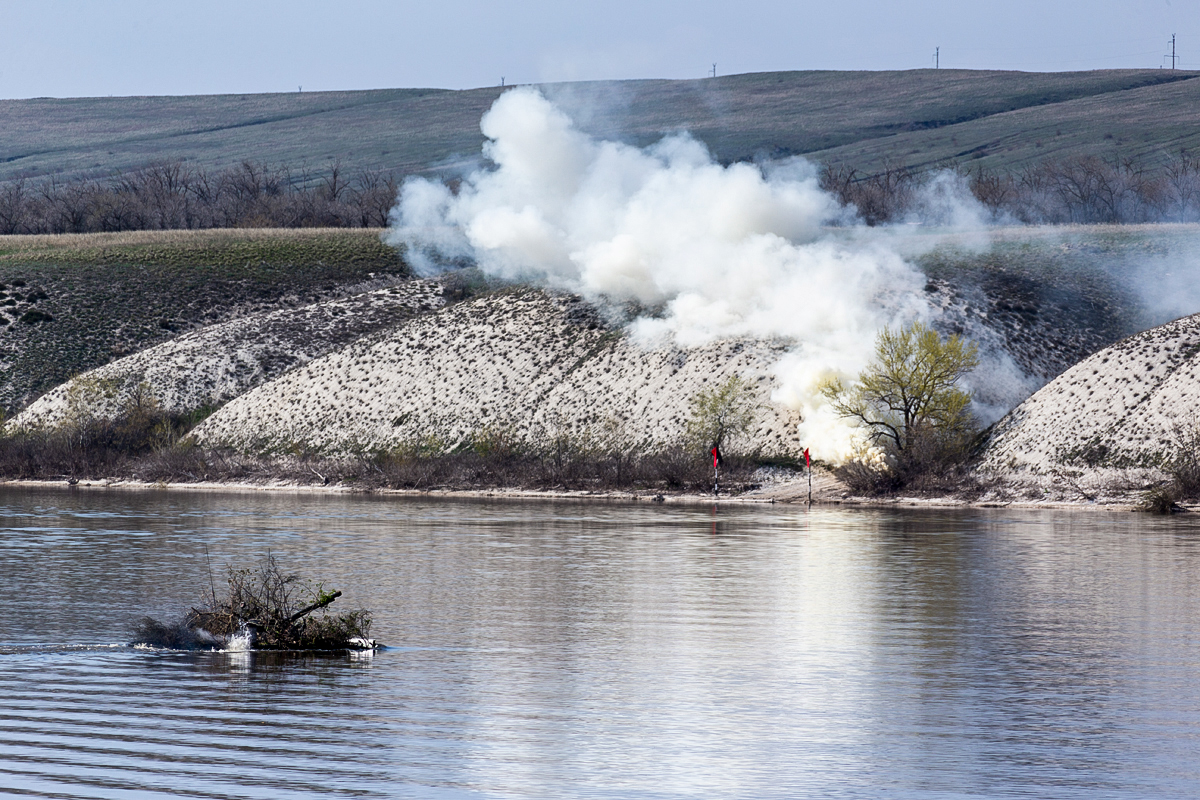
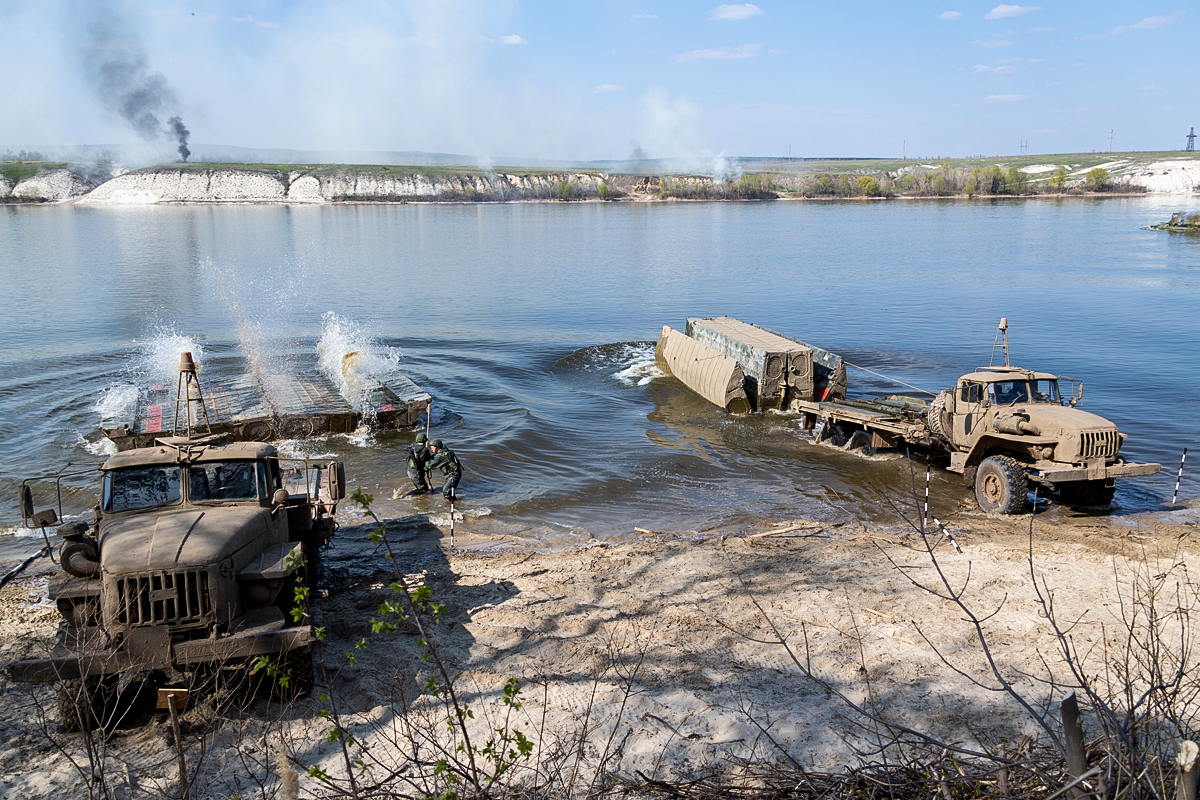
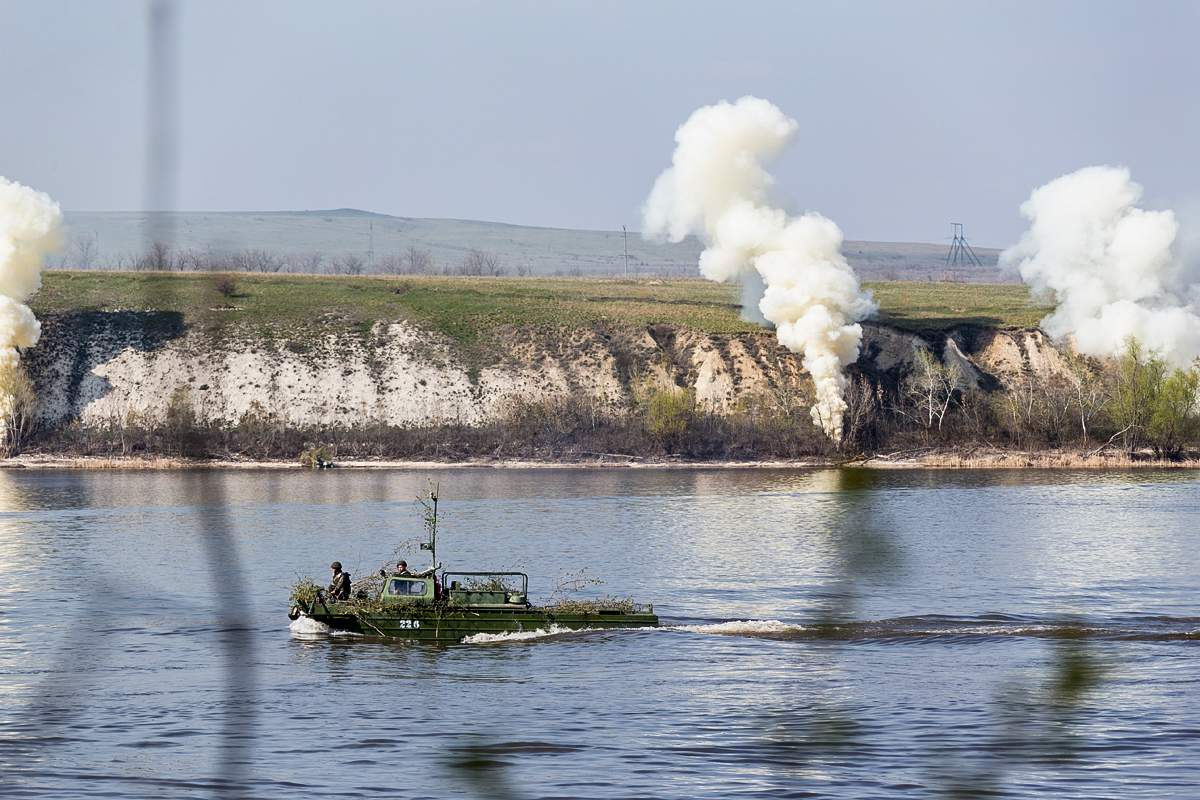
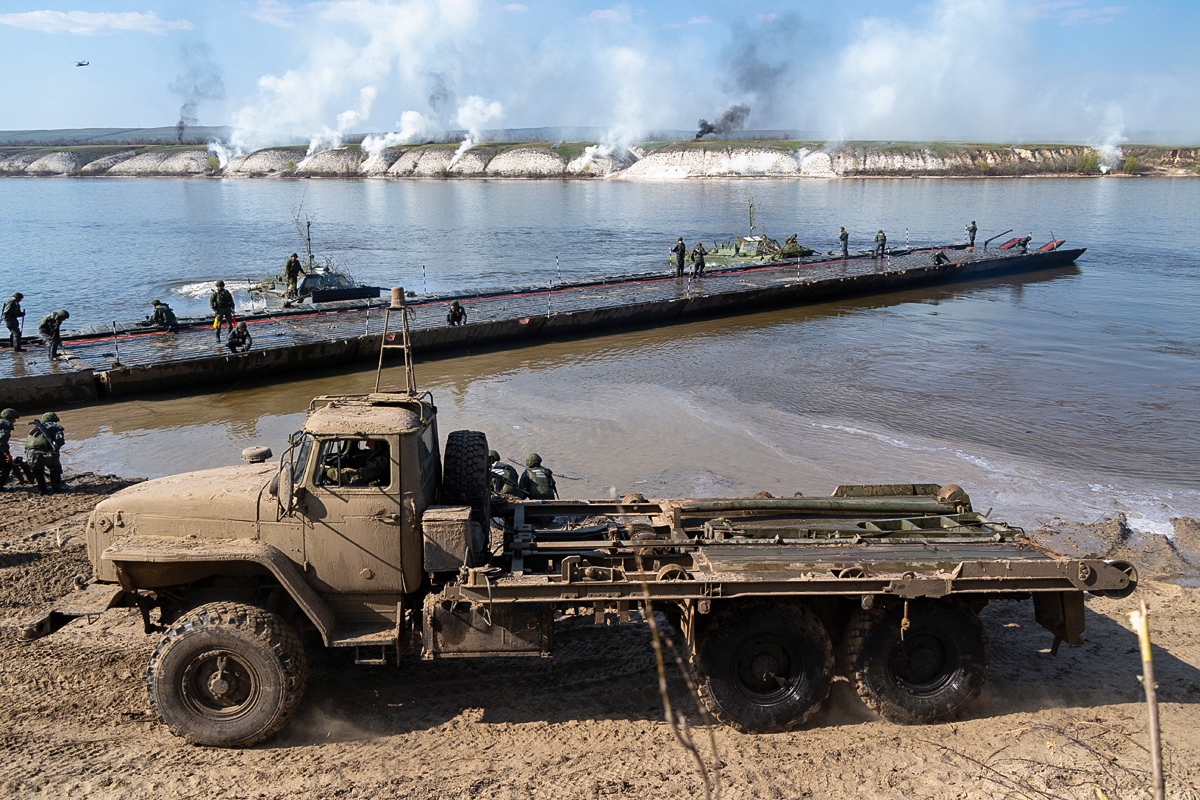
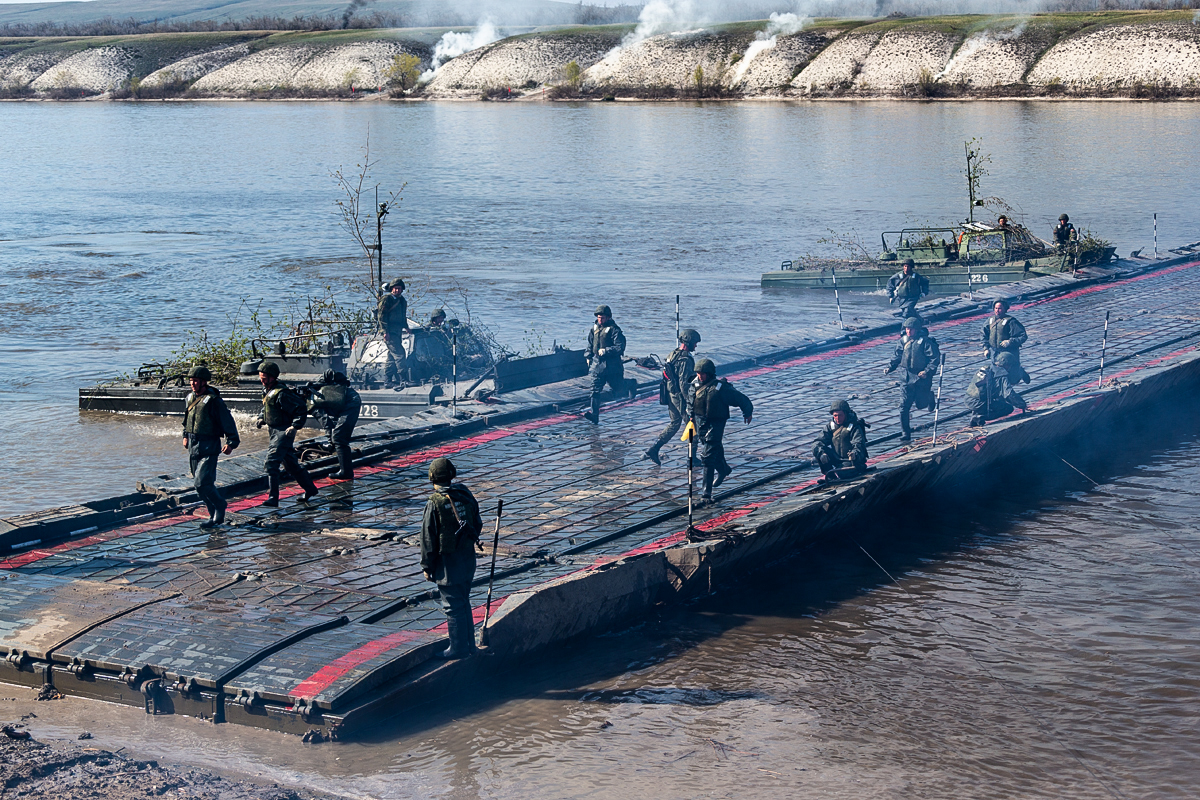
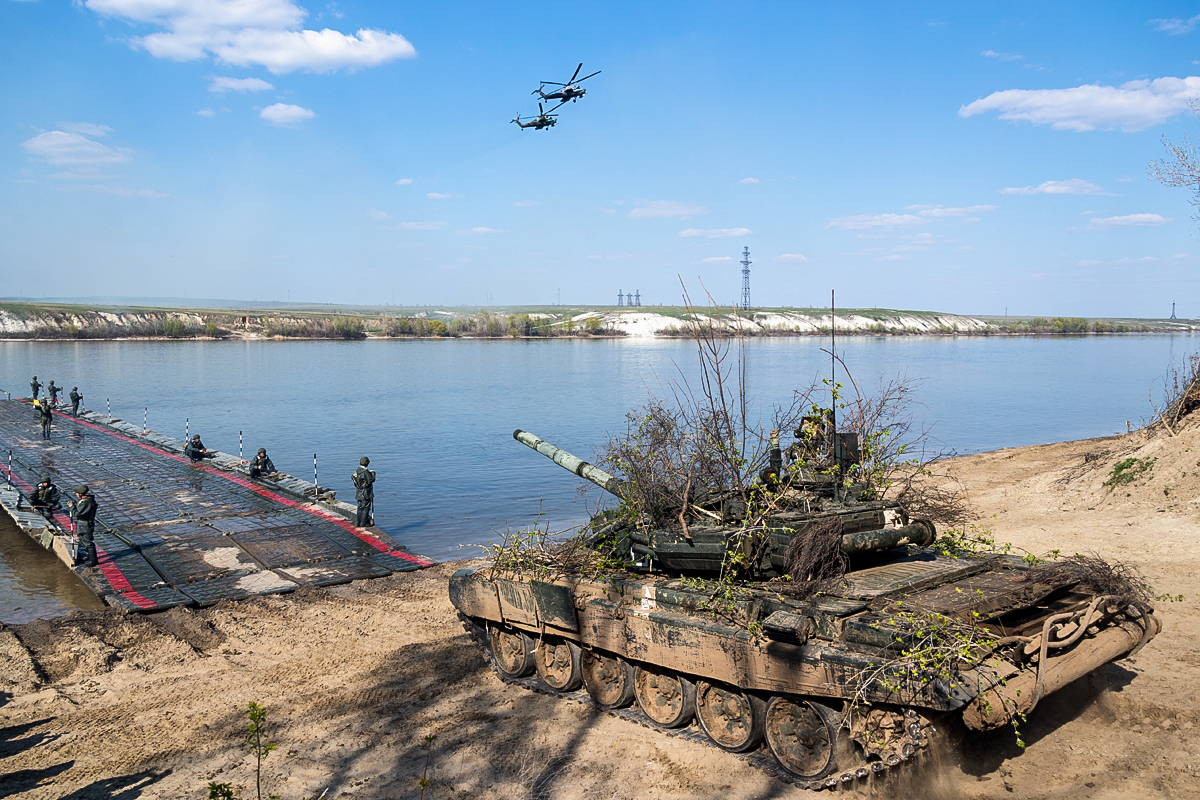
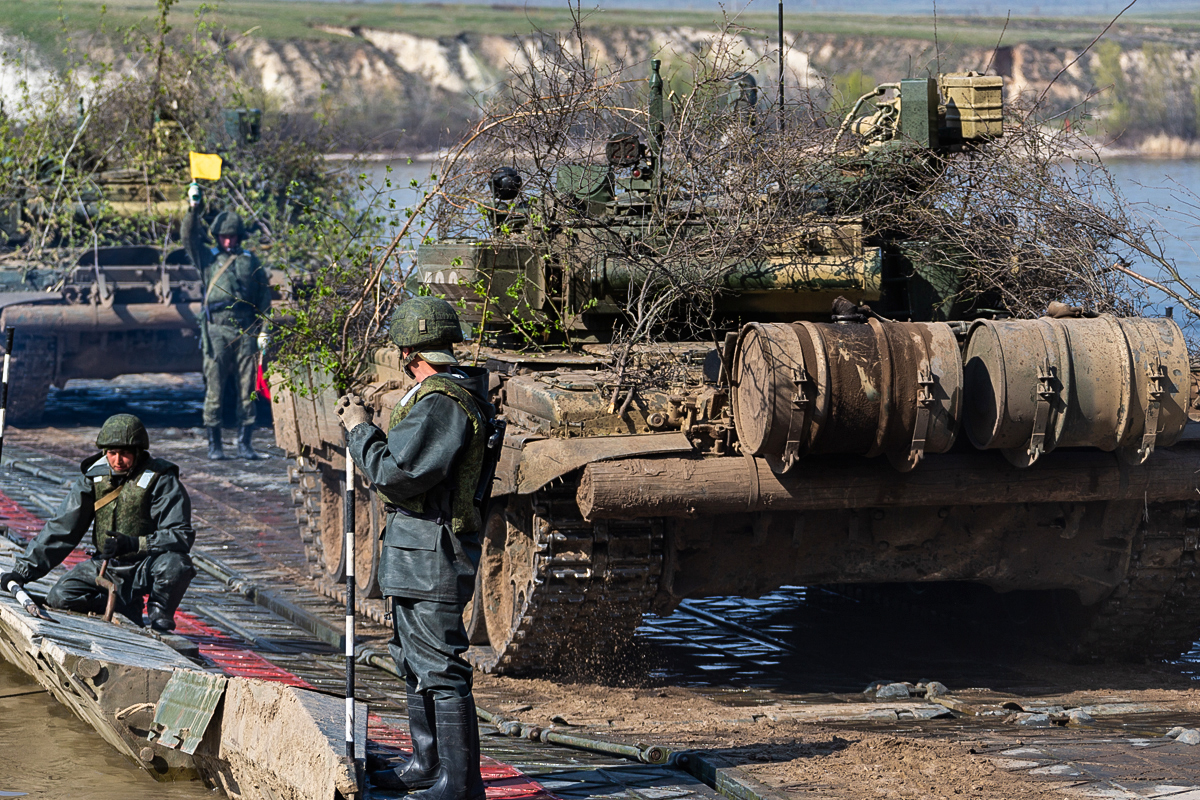
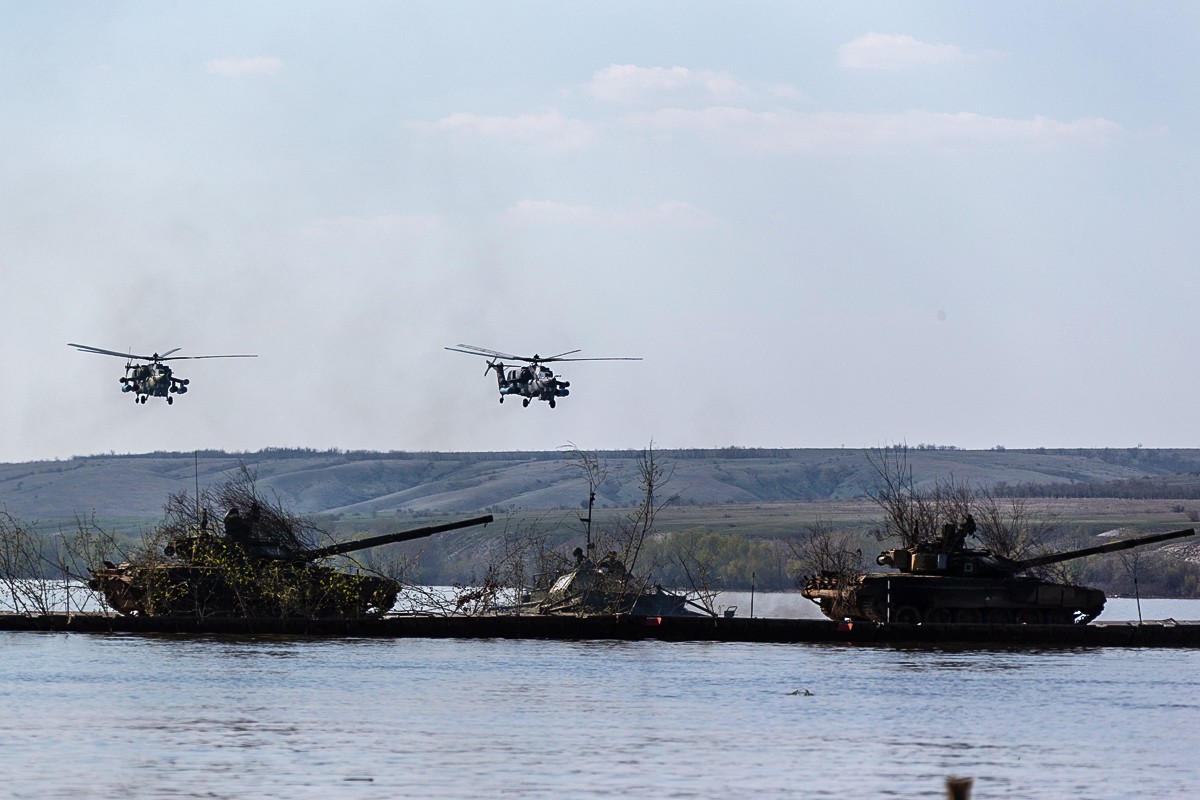
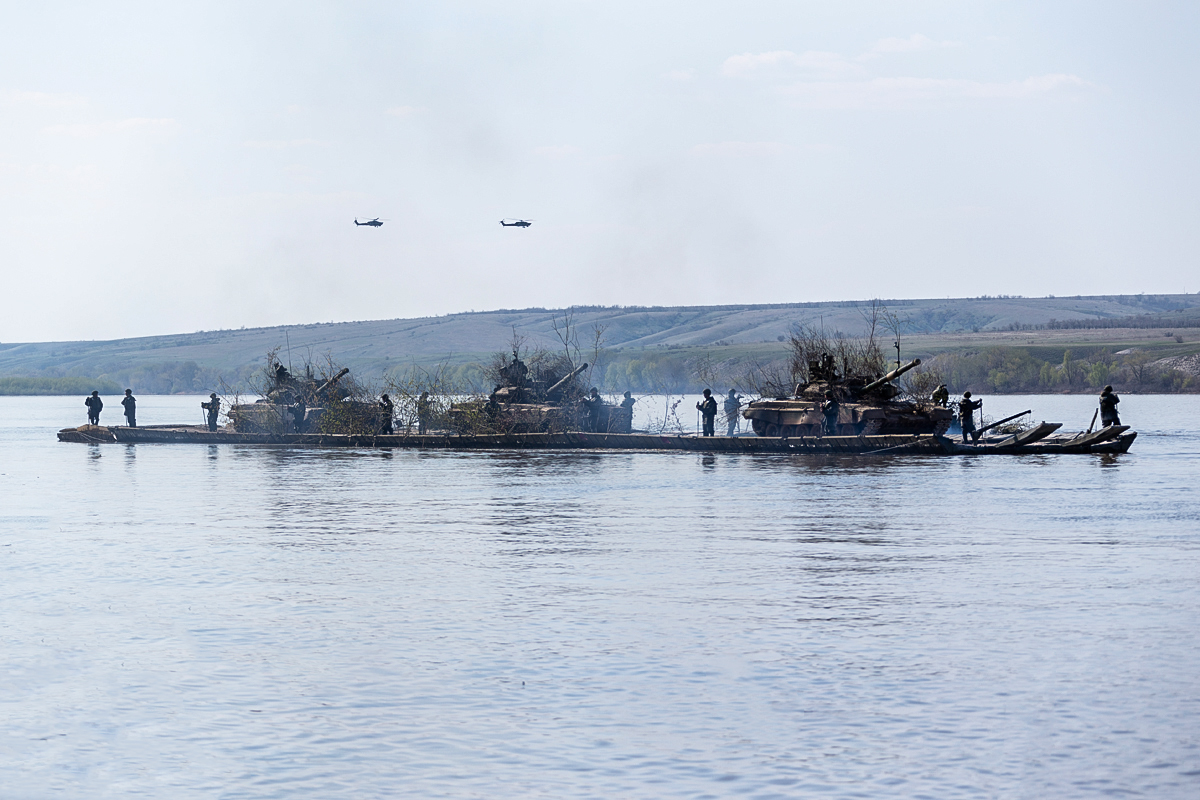
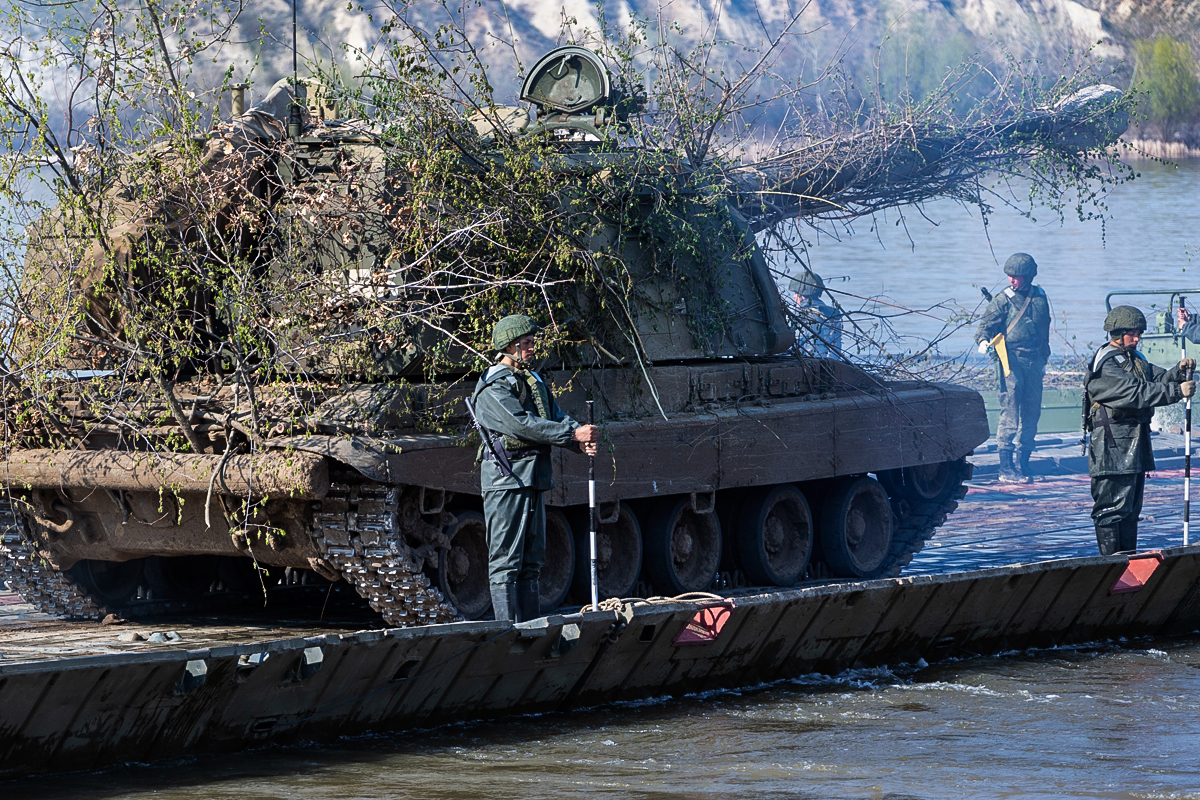
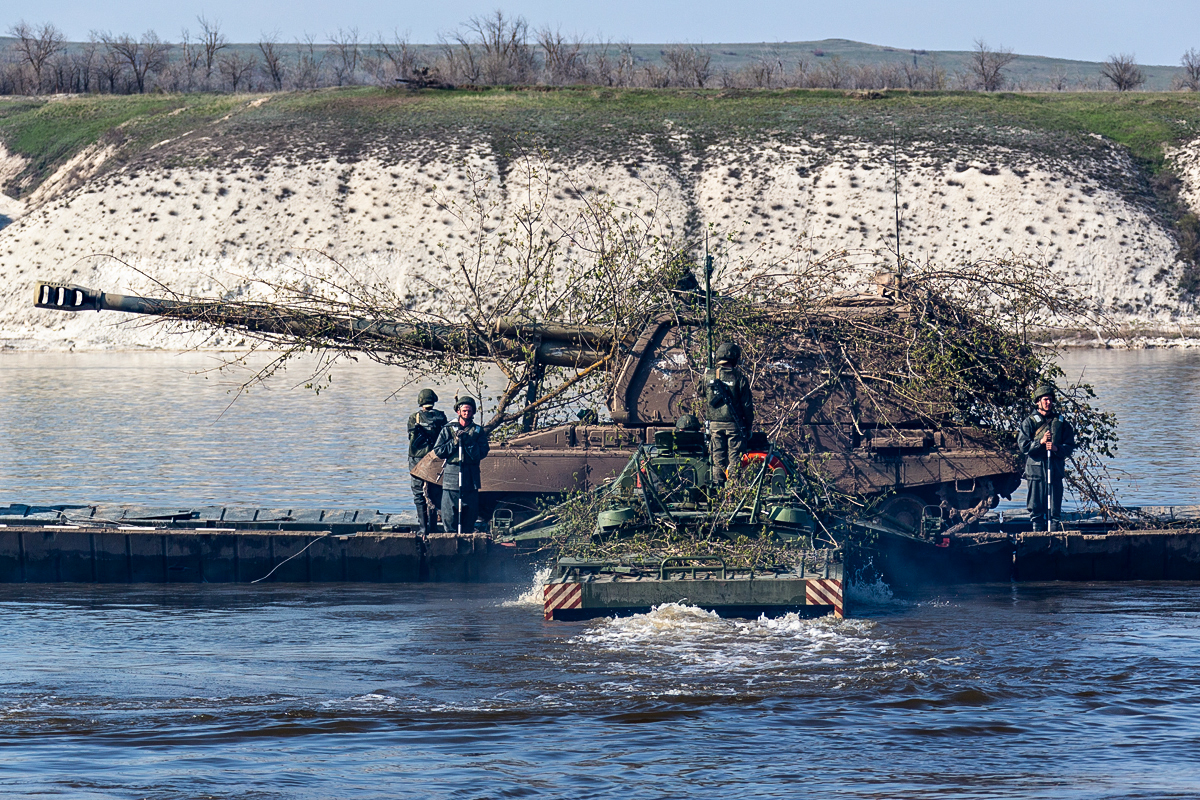